# Sirka Elspaß
Sirka Elspaß (* 1995 in Oberhausen) ist eine deutsche Autorin.

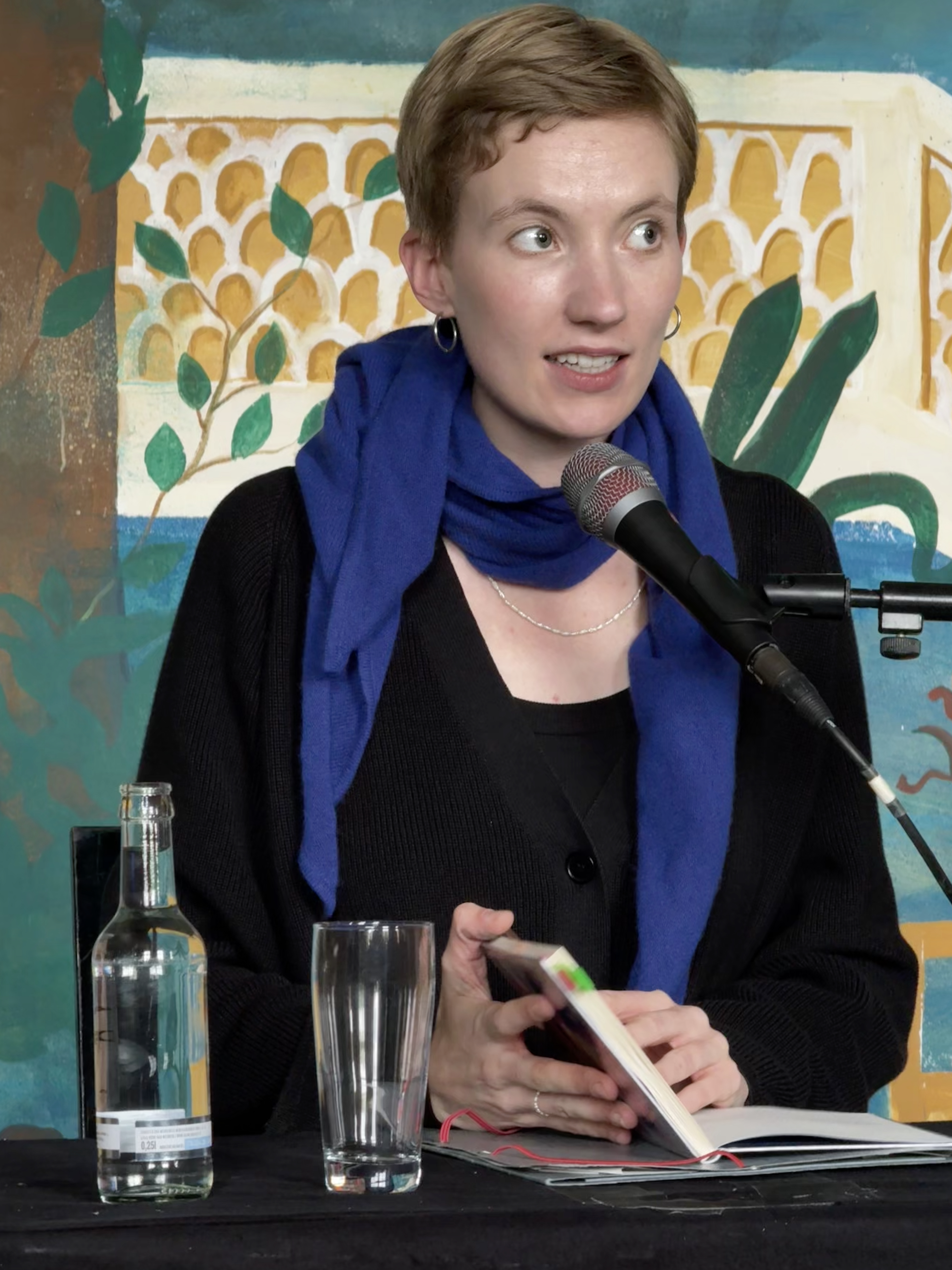
Sirka Elspaß (2024)

## Werdegang
Elspaß studierte Kreatives Schreiben und Kulturjournalismus in Hildesheim und Sprachkunst an der Universität für Angewandte Kunst in Wien (u. a. bei Monika Rinck). Sie war Preisträgerin beim Treffen junger Autor*innen 2010 und 2012 sowie postpoetry-Nachwuchspreisträgerin 2013, Mitherausgeberin der Bella triste (Nr. 41–45) und veröffentlichte in diversen Magazinen und Anthologien.
Ihr erster Lyrikband ich föhne mir meine wimpern erschien 2022 im Suhrkamp Verlag und stand im selben Jahr auf der Shortlist des Österreichischen Buchpreises in der Kategorie „Debüt“.
Der Band war eine der Lyrik-Empfehlungen 2023.
2024 wurde Elspaß für den Clemens-Brentano-Preis nominiert und erhielt den Förderpreis im Rahmen des Wiesbadener Lyrikpreis Orphil.

## Auszeichnungen
- 2010 – Preisträgerin beim Treffen Junger Autor*innen[6]
- 2012 – Preisträgerin beim Treffen Junger Autor*innen[7]
- 2013 – postpoetry-Nachwuchspreis[8]
- 2022 – Shortlist für den Debütpreis des Österreichischen Buchpreis für ich föhne mir meine wimpern[9]
- 2024 – Nominierung für den Clemens-Brentano-Preis für ich föhne mir meine wimpern[10]
- 2024 – Förderpreis des Wiesbadener Lyrikpreis Orphil für ich föhne mir meine wimpern [11]

## Werke
- Sirka Elspaß: ich föhne mir meine wimpern. Suhrkamp, 2022, ISBN 978-3-518-43078-1
- Sirka Elspaß:  hungern beten heulen schwimmen. Suhrkamp 2025, ISBN  978-3-518-43253-2